# Herman Pilnik
Herman ou German (à l'origine Hermann) Pilnik (né le 8 janvier 1914 à Stuttgart en Allemagne, mort le 12 novembre 1981 à Caracas au Venezuela) est un grand maître argentin du jeu d'échecs d'origine allemande.

## Carrière
En 1929, Pilnik remporte le championnat de Stuttgart. Il émigre ensuite vers l'Argentine en 1930 et remporte le championnat d'Argentine en 1942, 1945 et 1958.
Pilnik commence sa carrière internationale en 1942 avec une 10e place partagée à New York et une 2e-3e place au tournoi de Mar del Plata. En 1944, il est premier, ex æquo avec Miguel Najdorf, au tournoi de Mar del Plata. En juillet-août 1945, il prend la 3e place au championnat panaméricain à Hollywood, ce tournoi est remporté par Samuel Reshevsky. En 1951, Pilnik remporte le tournoi de Beverwijk. En 1951-1952, il gagne à Belgrade et en 1954 à Stuttgart.

## Olympiades d'échecs
Pilnik a joué pour l'Argentine au cours de cinq olympiades d'échecs. En 1950, il remporte la médaille d'or individuelle au premier échiquier de réserve (+6 -1 =3) et l'argent par équipe à l'Olympiade de Dubrovnik. En 1952, il décroche la médaille d'argent par équipe au 4e échiquier (+6 -1 =7) à l'Olympiade d'Helsinki. En 1954, il remporte la médaille d'argent par équipe au 4e échiquier (+3 -2 =2) à l'Olympiade d'Amsterdam. En 1956, il défend le 4e échiquier à l'Olympiade de Moscou. En 1958, il remporte la médaille de bronze par équipe au premier échiquier (+5 -2 =8) à l'Olympiade de Munich.

## Candidat au championnat du monde
Pilnik reçoit le titre de maître international à sa création en 1950 et celui de grand maître international deux ans plus tard, après sa victoire au tournoi de Belgrade en 1952. Il finit dixième et dernier au tournoi des candidats d'Amsterdam en 1956. Il a beaucoup voyagé est s'est finalement établi au Venezuela où il a enseigné les échecs à l'académie militaire de Caracas. Il est mort dans cette ville en 1981.